# Самоков
Самоков је у турско време био топионица руде. Пошто су Турци углавном површински експлоатисали гвоздену руду, то су је топили у пећима, користећи ћумур, а оне су биле у близини река, због потребе хлађења гвожђа. Данас у долинама многих наших река постоје топоними, па и насеља са називом Самоков, Самоковиште, која означавају места где се топила руда и ковало гвожђе. Та места су као трагове топљења сачувала згуру или шљаку.

## Галерија
- Самоков из периода XVIII века. Пронађен на подручју Црне Траве. Припада Народном музеју у Лесковцу.
- Самоков из периода XVIII века. Пронађен на подручју Црне Траве. Припада Народном музеју у Лесковцу.